# 衙前塱

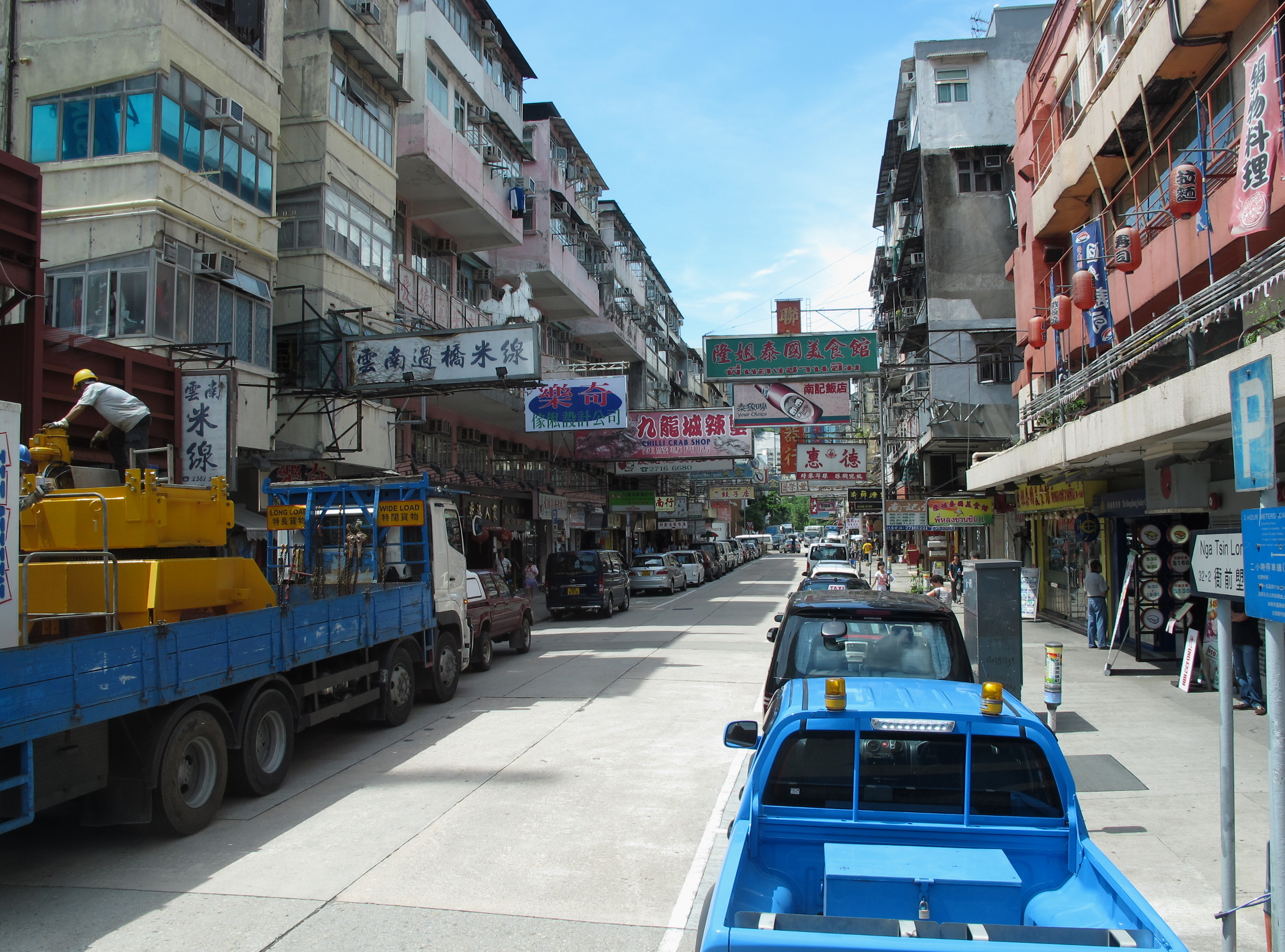
衙前塱道一景

衙前塱（ Nga Tsin Long ）是一個位於香港九龍城的地方，即衙前塱道一帶。

## 歷史
衙前塱原是九龙寨城南面的一片田野，鄰近福佬村和聖山。明朝中年，新安衙門官員陳朝賢派駐九龍，他的兒子陳國賢建立衙前塱村，清初復界後陳氏有分支遷到衙前圍村和將軍澳村。衙前塱村的範圍相當於現今衙前塱道以西的九龍城市政大廈，村中有東西兩排共約40間村屋。衙前塱村屬衙前圍七約之一，戰前七約合辦十年一屆的太平清醮。
1930年代中，政府發展九龍城，衙前塱村被清拆。村民利用賠償在南角道、衙前塱道一帶建樓居住。唯衙前塱村原址一直空置到戰後才發展成九龍城街市、小販市場和不同工場。